# Monti (Sardinie)
Monti (sardinsky: Mònte) je italská obec (comune) v provincii Sassari v regionu Sardinie. Nachází se ve výšce 300 metrů nad mořem a má přibližně 2 300 obyvatel. Rozloha obce je 123,82 km².